# Domenico Rame
Domenico Rame (Lonato, 29 aprile 1885 – Varese, 19 settembre 1948) è stato un attore teatrale italiano, successivamente capocomico.

## Biografia
Figlio di un marionettista, Pio Rame, discendente di una famiglia dedita al teatro di figura sin dal Seicento, aveva ideali socialisti; nel 1913 sposò Emilia Baldini. Negli anni venti, la sua compagnia passò dal teatro di figura a quello di persona. Nel 1938 fu nominato Cavaliere. Negli anni quaranta fu Presidente del Sindacato Spettacoli Viaggianti.
Fu il padre di Franca, Pia e di Enrico.